# 甲州街道駅
甲州街道駅（こうしゅうかいどうえき）は、東京都日野市日野にある、多摩都市モノレールの駅である。駅番号はTT09。
東京都道256号八王子国立線（甲州街道）と東京都道503号相模原立川線の交点から南東へ100メートルほどの場所にある。

## 歴史
- 2000年（平成12年）1月10日：立川北 - 多摩センター間開業に伴い、当駅が開業[1]。

## 駅構造
対向式2面2線の高架駅。

### のりば
| 番線 | 路線                 | 行先             |
| ---- | -------------------- | ---------------- |
| 1    | 多摩都市モノレール線 | 上北台方面       |
| 2    | 多摩都市モノレール線 | 多摩センター方面 |

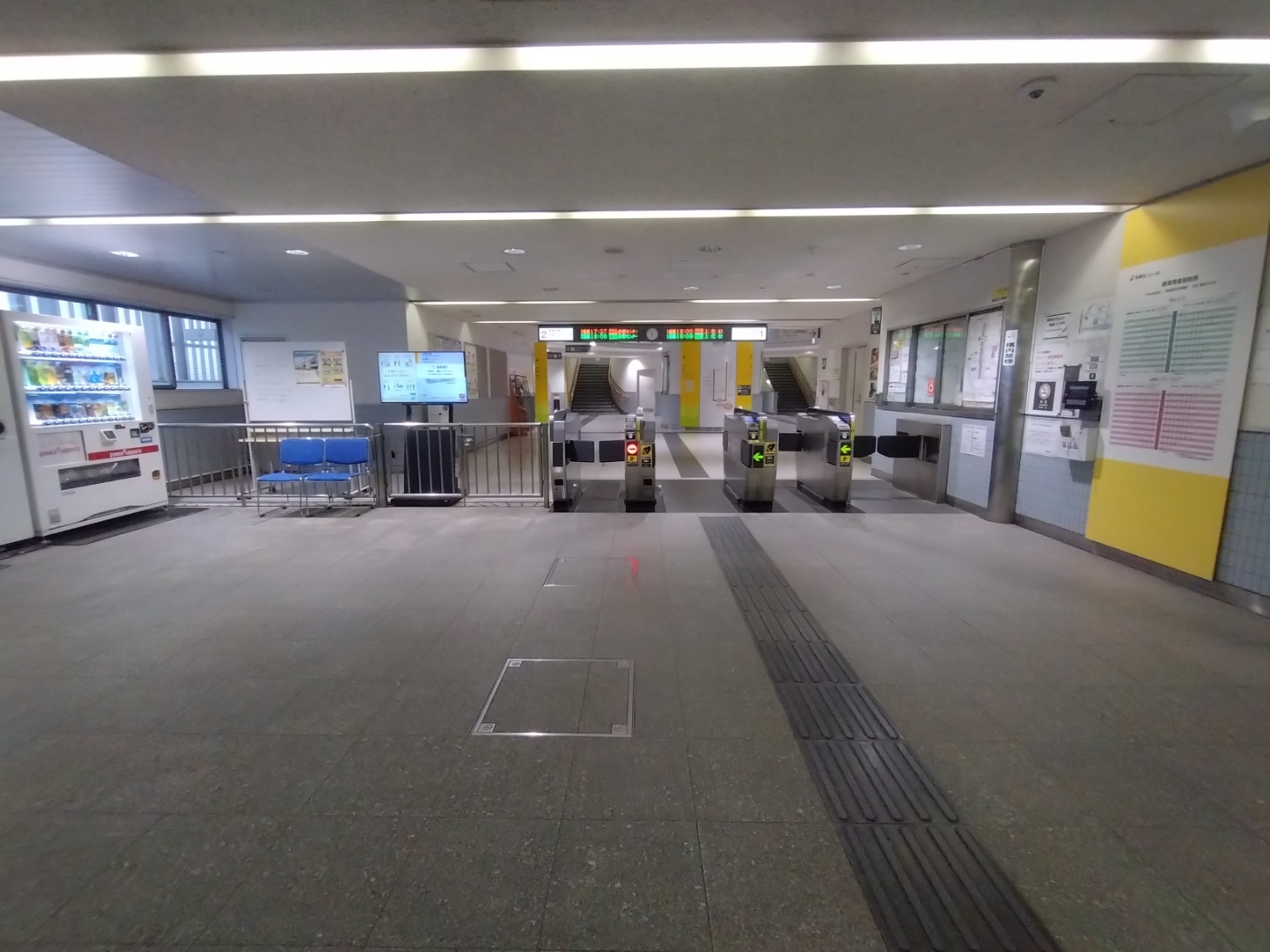
改札口（2025年7月）
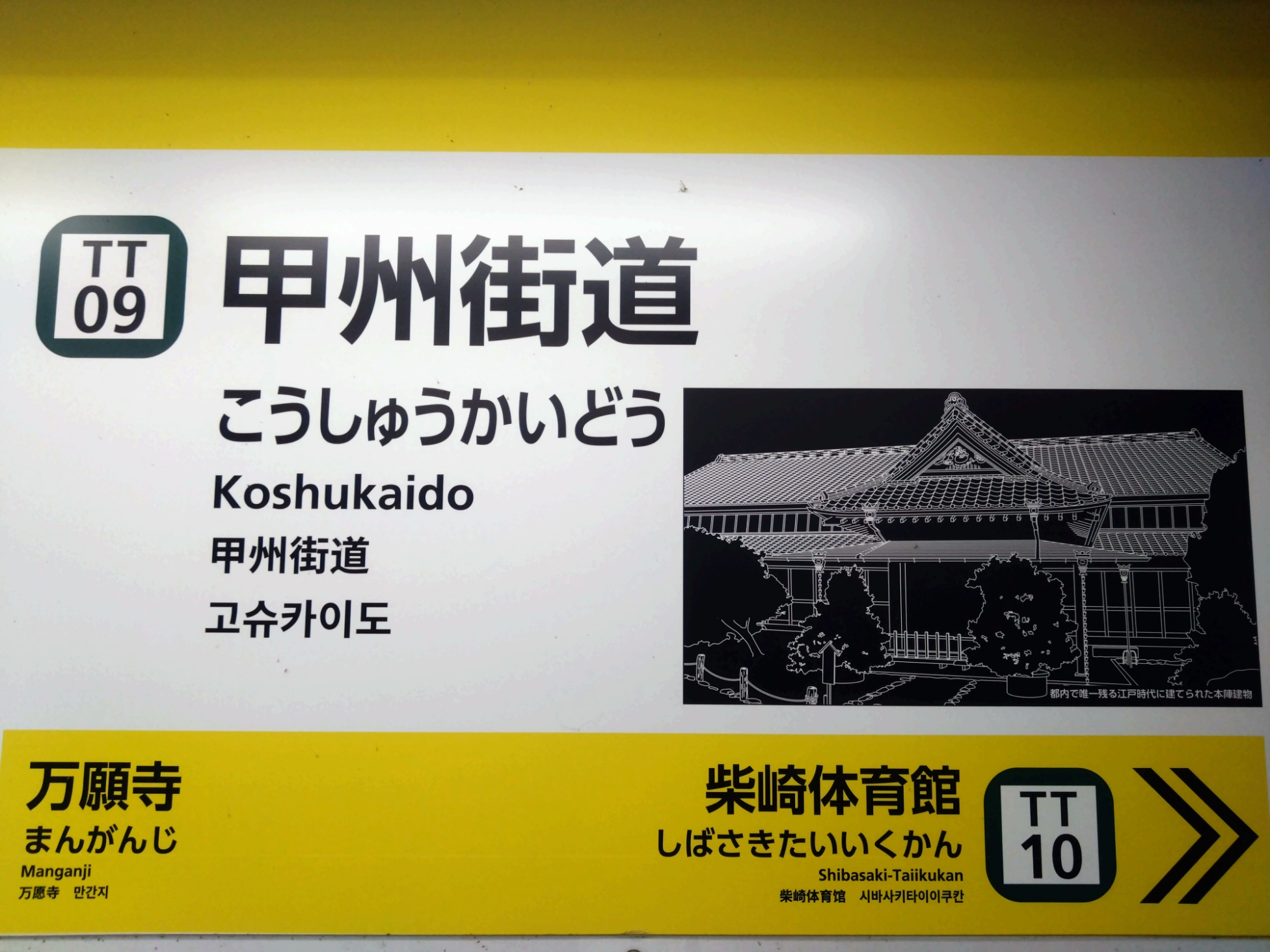
日野宿本陣をイメージしたデザインの駅名標（2025年7月）

## 利用状況
- 多摩都市モノレール - 2020年度の1日平均乗降人員は7,007人である[4]。
中央線沿線および京王線沿線への通勤通学客の利用が多い。

開業以来の1日平均乗降・乗車人員推移は下記の通り。
| 年度               | 1日平均 乗降人員 | 1日平均 乗車人員 | 出典  |
| ------------------ | ---------------- | ---------------- | ----- |
| 1999年（平成11年） | 2,398            | 1,214            | [ 5 ] |
| 2000年（平成12年） | 2,644            | 1,352            | [ 5 ] |
| 2001年（平成13年） | 2,974            | 1,529            | [ 5 ] |
| 2002年（平成14年） | 3,365            | 1,725            | [ 5 ] |
| 2003年（平成15年） | 4,286            | 2,195            | [ 5 ] |
| 2004年（平成16年） | 5,151            | 2,645            | [ 5 ] |
| 2005年（平成17年） | 5,327            | 2,730            | [ 5 ] |
| 2006年（平成18年） | 5,683            | 2,928            | [ 5 ] |
| 2007年（平成19年） | 5,978            | 3,146            | [ 5 ] |
| 2008年（平成20年） | 6,239            | 3,257            | [ 5 ] |
| 2009年（平成21年） | 6,268            | 3,265            | [ 5 ] |
| 2010年（平成22年） | 6,509            | 3,387            | [ 5 ] |
| 2011年（平成23年） | 6,525            | 3,390            | [ 5 ] |
| 2012年（平成24年） | 7,009            | 3,634            | [ 5 ] |
| 2013年（平成25年） | 7,447            | 3,854            | [ 5 ] |
| 2014年（平成26年） | 7,577            | 3,903            | [ 5 ] |
| 2015年（平成25年） | 7,952            | 4,063            | [ 5 ] |
| 2016年（平成25年） | 8,291            | 4,221            | [ 5 ] |
| 2017年（平成29年） | 8,665            | 4,404            | [ 6 ] |
| 2018年（平成30年） | 8,935            | 4,540            | [ 7 ] |
| 2019年（令和元年） | 9,087            | 4,611            | [ 8 ] |
| 2020年（令和02年） | 7,007            | 3,537            | [ 4 ] |

備考
1. ↑  2000年1月10日、多摩モノレール開業。

## 駅周辺
住宅街であり、ハネックス（旧羽田ヒューム管）の工場跡地に大型マンションが建設されている。多摩都市モノレールの駅の中では日野宿本陣跡（佐藤彦五郎旧邸）に近い（1.0km。最寄りは中央線日野駅）
- 中央道日野バス停 - 当駅より450m（駅に案内図あり）。
- 雪印メグミルク日野工場
- 日野警察署
- 日野北郵便局
- 日野駅（徒歩約20分・約1.5km）
- ウエルシア日野甲州街道店
- セブンイレブン日野甲州街道駅前店

## バス路線
開業当初は京王電鉄バス立73（立川駅北口 - 日野駅）が経由する「仲田」停留所しか存在せず、さらに日曜・休日に1往復の運行となっていたが、2012年（平成24年）4月に「甲州街道駅北」停留所が新設され、全日とも毎時1便の運行が確保された。
立73は2015年（平成27年）3月29日に運行が終了し、仲田停留所は廃止された。

### 甲州街道駅北
北方向
- 立65・立66：立川駅北口

南方向
- 立65：高幡不動駅（夜間1便のみ）
- 立66：日野駅

### 中央道日野
中央自動車道を運行する高速バスの停留所である。甲州街道駅から徒歩で約7分で、駅には案内図も掲示されている。

## 隣の駅
多摩都市モノレール
 多摩都市モノレール線
柴崎体育館駅 (TT10) - 甲州街道駅 (TT09) - 万願寺駅 (TT08)